# 海军罪案调查处：洛杉矶
《重返犯罪現場：洛杉矶》（英語：NCIS: Los Angeles）是美國哥伦比亚广播公司（CBS）剧集《重返犯罪現場》的第一部衍生剧，而后者则是CBS另外一部电视剧《执法悍将》的衍生剧。该剧于2009年9月22日首播，被排在周二《重返犯罪現場》播出之后晚上九点档。
该剧第二季于2010年9月21日开始播出。《重返犯罪現場：洛杉矶》對評論家而言褒貶不一，但對CBS來說卻是不錯的反應，播出了超過300集。該劇於2023年5月21日完結，成為《NCIS》系列中第二部結束的影集。

## 制作
该剧在制作期间被命名为《重返犯罪現場：传奇》（NCIS: Legend），该名称来源于《重返犯罪現場》中引入该剧的集名，此外还有《重返犯罪現場：特别计划办公室》（NCIS: OSP）和《重返犯罪現場：卧底》（NCIS: Undercover）等别名。该剧拍摄伊始于2009年2月，剧中角色出现在《重返犯罪現場》名为《传奇》的加长集中，该集的上篇于2009年4月28日播出。该集充当《重返犯罪現場：洛杉矶》的导剧（backdoor pilot，电视术语，指通过在播剧集的故事线来引出衍生剧故事），而当年《重返犯罪現場》也是通过同样的方法介绍给观众的。

## 演出阵容

### 概况
克里斯·奥唐纳（Chris O'Donnell）领衔主演，他所饰演的角色G·卡伦（G. Callen，本名葛利夏·亞歷山卓維契·尼可拉耶夫（Grisha Alexandrovich Nikolaev））是一个颇为神秘的头号调查员，天生擅长从事卧底工作。
詹姆斯·托德·史密斯(LL Cool J)将饰演特别调查员山姆·汉纳（Sam Hanna），前美国海军海豹突击队成员的他在海军罪案调查处洛杉矶分部秘密工作组工作。他能说很流利的阿拉伯语，对中东文化也十分了解。
彼得·坎博（Peter Cambor）和丹妮拉·路亞（Daniela Ruah）也被说动出演该剧主角，分别饰演心理学家内特·蓋茲（Nate Getz）和法医学调查员肯西·布萊（Kensi Blye），他们在《海军罪案调查处》2009年4月播出的一集中首次亮相。
路易丝·隆巴德（Louise Lombard）曾被确认要饰演头号调查员克拉拉（Clara），但是她将不会作为常规演员出演该剧，而可能以客串身份回归，但其後劇情表示隆巴德的角色被殺，故此應該不會再出現。
在《海军罪案调查处》中饰演主管莱昂·凡斯（Leon Vance）的洛基·卡洛（Rocky Carroll）也亮相该剧前13集中的至少6集。此外，飾演鑑識科學家艾碧·舒托（Abby Sciuto）之宝蕾·佩雷特（Pauley Perrette）在第三集中客串出演。

### 常规演员
| 演员                                  | 角色                             | 职位               | 出现季   | 出现季   | 出现季   | 出现季   | 出现季                                           | 出现季                                           | 出现季                                           | 出现季                                           | 出现季 | 出现季   | 出现季   | 出现季   | 出现季   |
| 演员                                  | 角色                             | 职位               | 1        | 2        | 3        | 4        | 5                                                | 6                                                | 7                                                | 8                                                | 9      | 10       | 11       | 12       | 13       |
| ------------------------------------- | -------------------------------- | ------------------ | -------- | -------- | -------- | -------- | ------------------------------------------------ | ------------------------------------------------ | ------------------------------------------------ | ------------------------------------------------ | ------ | -------- | -------- | -------- | -------- |
| 克里斯·奧唐納                         | G·卡倫 G. Callen                 | 主管调查员         | 主演     | 主演     | 主演     | 主演     | 主演                                             | 主演                                             | 主演                                             | 主演                                             | 主演   | 主演     | 主演     | 主演     | 主演     |
| LL Cool J                             | 山姆·漢納 Sam Hanna              | 高级外勤调查员     | 主演     | 主演     | 主演     | 主演     | 主演                                             | 主演                                             | 主演                                             | 主演                                             | 主演   | 主演     | 主演     | 主演     | 主演     |
| 丹妮拉·鲁阿                           | 肯西·布萊 Kensi Blye             | 初级外勤调查员     | 主演     | 主演     | 主演     | 主演     | 主演                                             | 主演                                             | 主演                                             | 主演                                             | 主演   | 主演     | 主演     | 主演     | 主演     |
| Peter Cambor                          | 內特·蓋茲 Nate Getz              | 行动心理分析师     | 主演     | 回归角色 | 回归角色 | 回归角色 | 回归角色                                         | 回归角色                                         | 回归角色                                         | 回归角色                                         | 不適用 | 不適用   | 不適用   | 不適用   | 不適用   |
| 艾瑞克·克里斯蒂安·奥森                | 馬帝·迪克斯 Marty Deeks          | 联络探员           | 常規角色 | 主演     | 主演     | 主演     | 主演                                             | 主演                                             | 主演                                             | 主演                                             | 主演   | 主演     | 主演     | 主演     | 主演     |
| Adam Jamal Craig                      | Dominic Vail                     | 见习外勤探员       | 主演     | 不適用   | 不適用   | 不適用   | 不適用                                           | 不適用                                           | 不適用                                           | 不適用                                           | 不適用 | 不適用   | 不適用   | 不適用   | 不適用   |
| Barrett Foa                           | 艾瑞克·畢爾 Eric Beale           | 技术职员           | 主演     | 主演     | 主演     | 主演     | 主演                                             | 主演                                             | 主演                                             | 主演                                             | 主演   | 主演     | 主演     | 主演     | 不適用   |
| 芮妮·菲利斯·史密斯 Renée Felice Smith | 尼爾·瓊斯 Nell Jones             | 情报分析员         | 不適用   | 主演     | 主演     | 主演     | 主演                                             | 主演                                             | 主演                                             | 主演                                             | 主演   | 主演     | 主演     | 主演     | 不適用   |
| 米蓋·法瑞爾 Miguel Ferrer             | 歐文·葛蘭傑 Owen Granger         | Assistant Director | 不適用   | 不適用   | 常規角色 | 常規角色 | 主演 （第8季中因演員病故，劇情安排角色離開退場） | 主演 （第8季中因演員病故，劇情安排角色離開退場） | 主演 （第8季中因演員病故，劇情安排角色離開退場） | 主演 （第8季中因演員病故，劇情安排角色離開退場） | 不適用 | 不適用   | 不適用   | 不適用   | 不適用   |
| 琳達·杭特 Linda Hunt                  | 海蒂·蘭芝 Hetty Lange            | 行动主管           | 主演     | 主演     | 主演     | 主演     | 主演                                             | 主演                                             | 主演                                             | 主演                                             | 主演   | 主演     | 主演     | 主演     | 常規角色 |
| 妮亞·龍 Nia Long                      | 夏依·莫斯里 Shay Mosley          | 執行助理           | 不適用   | 不適用   | 不適用   | 不適用   | 不適用                                           | 不適用                                           | 不適用                                           | 不適用                                           | 主演   | 主演     | 不適用   | 不適用   | 不適用   |
| 梅塔李翁·拉希米 Medalion Rahimi       | 法蒂瑪·納瑪齊 Fatima Namazi      | 初级外勤调查员     | 不適用   | 不適用   | 不適用   | 不適用   | 不適用                                           | 不適用                                           | 不適用                                           | 不適用                                           | 不適用 | 常規角色 | 主演     | 主演     | 主演     |
| 凱樂部·卡斯提勒 Caleb Castille        | 戴文·朗崔 Devin Roundtree        | 初级外勤调查员     | 不適用   | 不適用   | 不適用   | 不適用   | 不適用                                           | 不適用                                           | 不適用                                           | 不適用                                           | 不適用 | 不適用   | 常規角色 | 主演     | 主演     |
| 傑拉德·麥拉尼 Gerald McRaney          | 霍勒斯·基爾柏萊 Hollace Kilbride | 行动主管           | 不適用   | 不適用   | 不適用   | 不適用   | 不適用                                           | 常規角色                                         | 不適用                                           | 不適用                                           | 不適用 | 常規角色 | 常規角色 | 常規角色 | 主演     |

## 反响

### 收视率
| 季别 | 集数 | 档期（东部时间） | 最初播映      | 最初播映      | 最初播映   | 排名 | 观众人数 （百万） |
| 季别 | 集数 | 档期（东部时间） | 季初          | 季末          | 电视播出季 | 排名 | 观众人数 （百万） |
| ---- | ---- | ---------------- | ------------- | ------------- | ---------- | ---- | ----------------- |
| 1    | 24   | 周二9:00pm/8c    | 2009年9月22日 | 2010年5月25日 | 2009–10    | #9   | 16.08             |
| 2    | 24   | 周二9:00pm/8c    | 2010年9月21日 | 2011年5月17日 | 2010–11    | #7   | 16.54             |
| 3    | 24   | 周二9:00pm/8c    | 2011年9月20日 | 2012年5月15日 | 2011–12    | #7   | 16.01             |
| 4    | 24   | 周二9:00pm/8c    | 2012年9月25日 | 2013年5月14日 | 2012–13    | #4   | 17.95             |
| 5    | 24   | 周二9:00pm/8c    | 2013年9月24日 | 2014年5月13日 | 2013–14    | #4   | 16.03             |
| 6    | 24   | 周一10:00pm/9c   | 2014年9月29日 | 2015年5月18日 | 2014–15    |      |                   |